# Jezero (Plaški)
Jezero (Plaški) is een plaats in de gemeente Plaški in de Kroatische provincie Karlovac. De plaats telt 57 inwoners (2001).